# Exosoma gaudionis
Exosoma gaudionis là một loài bọ cánh cứng trong họ Chrysomelidae. Loài này được Reiche miêu tả khoa học năm 1862.